# Quintinia
Quintinia, biljni rod od dvadesetak vrsta vazdazelenog drveća iz zapadnog Pacifika (Filipini, Melanezija i Novi Zeland), smješten u porodicu Paracryphiaceae.
Rod je opisan u Prodromus Systematis Naturalis Regni Vegetabilis 4: 5. 1830.

## Vrste
1. Quintinia acutifolia Kirk
2. Quintinia altigena Schltr.
3. Quintinia apoensis (Elmer) Schltr.
4. Quintinia brassii Reeder
5. Quintinia elliptica Hook.f.
6. Quintinia epiphytica Mattf.
7. Quintinia fawkneri F.Muell.
8. Quintinia kuborensis P.Royen
9. Quintinia lanceolata Reeder
10. Quintinia ledermannii Schltr.
11. Quintinia macgregorii F.Muell.
12. Quintinia major (Baill.) Schltr.
13. Quintinia media (Baill.) Guillaumin
14. Quintinia minor (Baill.) Schltr.
15. Quintinia montiswilhelmii P.Royen
16. Quintinia neoebudica (Guillaumin) Guillaumin
17. Quintinia nutantiflora Schltr.
18. Quintinia oreophila (Schltr.) Schltr.
19. Quintinia pachyphylla Schltr.
20. Quintinia parviflora (Schltr.) Schltr.
21. Quintinia quatrefagesii F.Muell.
22. Quintinia resinosa (Schltr.) Schltr.
23. Quintinia rigida Ridl.
24. Quintinia schlechteriana O.C.Schmidt
25. Quintinia serrata A.Cunn.
26. Quintinia sieberi A.DC.
27. Quintinia verdonii F.Muell.

## Sinonimi
- Curraniodendron Merr.; Philipp. J. Sci., C 5: 177 (1910)
- Dedea Baill.; Adansonia 12: 338 (1879)